# Arrondissement Saint-Laurent-du-Maroni
Das Arrondissement Saint-Laurent-du-Maroni ist ein Verwaltungsbezirk in Französisch-Guayana.

## Zusammensetzung

### Gemeinden
Die acht Gemeinden des Arrondissements Saint-Laurent-du-Maroni sind:
| Gemeinde                               | Einwohner 1. Januar 2022 | Fläche km² | Dichte Einw./km² | Code INSEE | Postleitzahl |
| -------------------------------------- | ------------------------ | ---------- | ---------------- | ---------- | ------------ |
| Apatou                                 | 10.059                   | 2.020,00   | 5                | 97360      | 97317        |
| Awala-Yalimapo                         | 1.549                    | 187,40     | 8                | 97361      | 97319        |
| Grand-Santi                            | 9.390                    | 2.123,00   | 4                | 97357      | 97340        |
| Mana                                   | 11.364                   | 6.332,60   | 2                | 97306      | 97360        |
| Maripasoula                            | 8.423                    | 18.360,00  | 0                | 97353      | 97370        |
| Papaichton                             | 5.530                    | 2.628,00   | 2                | 97362      | 97316        |
| Saint-Laurent-du-Maroni                | 51.732                   | 4.830,00   | 11               | 97311      | 97320        |
| Saül                                   | 297                      | 4.475,00   | 0                | 97352      | 97314        |
| Arrondissement Saint-Laurent-du-Maroni | 98.344                   | 40.956,00  | 2                | 9732       | –            |

### Kantone
Bis 2015 bestanden im Arrondissement Saint-Laurent-du-Maroni die folgenden drei Kantone:
Mana, Maripasoula, Saint-Laurent-du-Maroni